# Thu hải đường
Thu hải đường (danh pháp khoa học: Begonia) là một chi trong họ thực vật có hoa Begoniaceae. Chi thứ hai trong họ Begoniaceae là Hillebrandia, là chi độc loài tại khu vực quần đảo Hawaii. Chi Symbegonia hiện nay đã được gộp chung vào trong Begonia. Thu hải đường cũng là tên gọi thông thường chung cho tất cả các loài trong chi này.
Với khoảng 1.400 loài, chi Begonia là một trong mười chi thực vật hạt kín lớn nhất. Các loài trong chi này là các loại cây thân thảo sống cạn (đôi khi là biểu sinh) hay cây bụi nhỏ, sinh sống trong khu vực nhiệt đới và cận nhiệt đới ẩm ướt, tại Nam và Trung Mỹ, châu Phi và miền nam châu Á. Các loài sống trên cạn thường là loại thân rễ hay thân củ. Hoa của chúng thường to và sặc sỡ, có màu từ trắng, hồng, đỏ tươi hay vàng. Chúng là loại thực vật với các hoa đực và hoa cái mọc tách rời nhau trên cùng một cây, hoa đực chứa nhiều nhị hoa, còn hoa cái có bầu nhụy ở dưới lớn và từ 2-4 núm nhụy vặn xoắn hay phân nhánh. Ở phần lớn các loài thì quả là loại quả nang có cánh chứa nhiều hạt nhỏ, mặc dù loại quả mọng cũng được thấy. Lá to và lốm đốm, thông thường không cân đối.
Do hoa sặc sỡ và các lá thường là lốm đốm đầy ấn tượng nên nhiều loài và các cây lai ghép cũng như các giống đã được gieo trồng. Chi này có điểm lạ thường ở chỗ các loài trong chi, cho dù đến từ các châu lục khác nhau, nhưng rất dễ lai ghép với nhau và điều này đã dẫn tới sự tạo ra vô số giống khác nhau. Các phân loại thu hải đường của Hiệp hội Thu hải đường Hoa Kỳ chia các loài cây này thành vài nhóm chính: giống như cây lau, giống như cây bụi, thân củ, thân rễ, thân dày, semperflorens hay rex. Phần lớn các phân loại này không tương ứng với bất kỳ việc nhóm gộp/phát sinh loài theo phân loại học chính thức nào và nhiều loài/giống lai có thể có các đặc trưng của nhiều hơn một nhóm hoặc không thể cho vào nhóm nào.
Tên khoa học của chi này được đặt theo họ tên của Michel Bégon, một nhà bảo trợ người Pháp cho thực vật học.

### Các giống

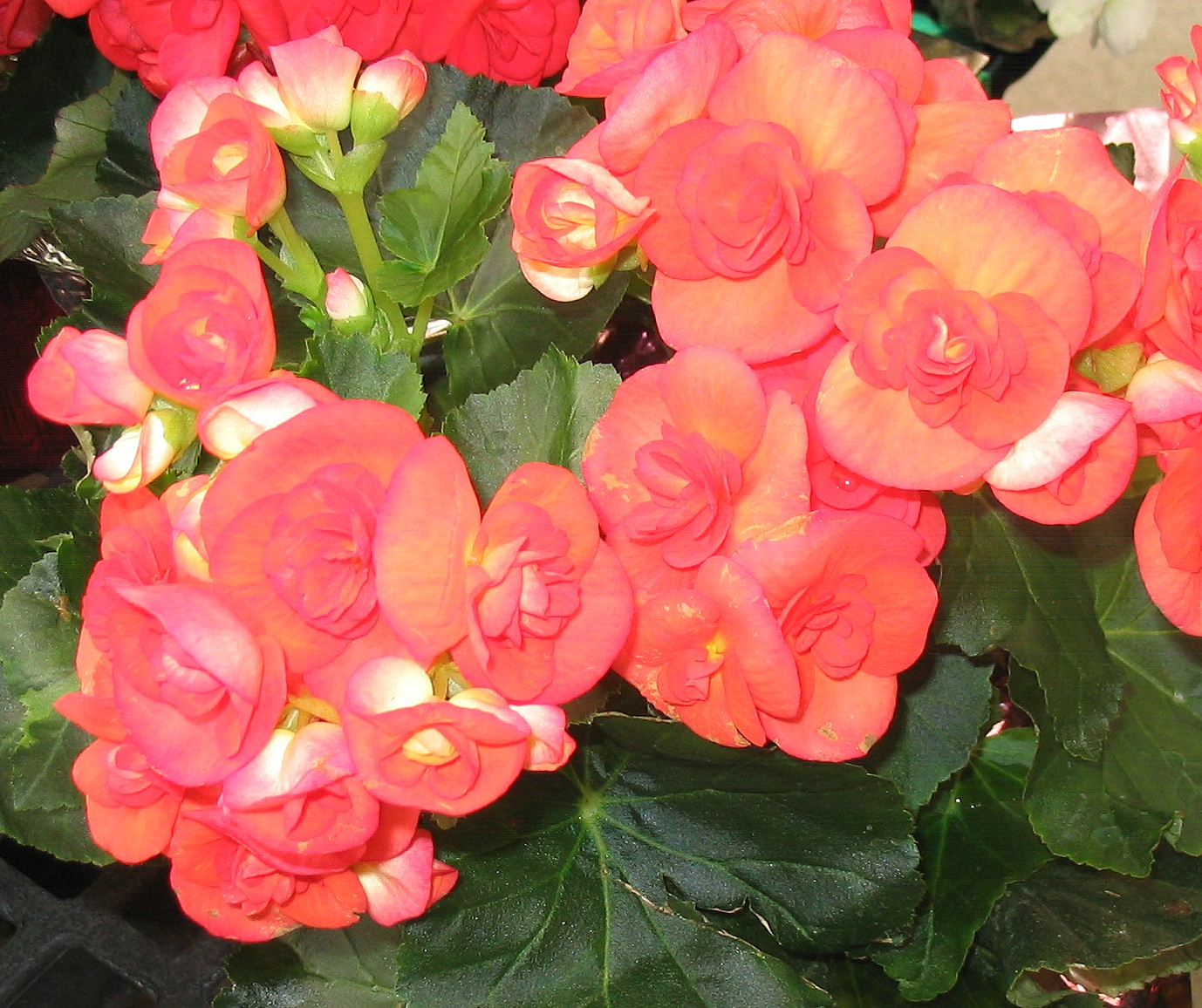
Hoa thu hải đường

Các nhóm thu hải đường khác nhau có các yêu cầu gieo trồng khác nhau nhưng phần lớn các loài đều đến từ vùng nhiệt đới và vì thế chúng và các giống lai ghép đều cần có khí hậu ấm áp. Phần lớn là các loài là cây mọc ở tầng thấp trong rừng, vì thế chúng cần có bóng râm và chỉ một ít loài có thể chịu được sự chiếu nắng mạnh, đặc biệt trong các vùng có khí hậu nóng. Nói chung, thu hải đường cần môi trường sinh sống được tưới tiêu nước tốt có độ ẩm cao. Nhiều loại thu hải đường phát triển và ra hoa quanh năm nhưng những loại thân củ thường là có thời kỳ ngừng phát triển, trong thời gian đó các củ có thể lưu trữ trong khu vực khô và mát mẻ.
Thu hải đường trong nhóm semperflorens thường được trồng theo luống trong vườn. Một nhóm các cây lai ghép từ nhóm nói trên được gọi là "Dragonwing Begonia"; chúng có cả lá và hoa rất to. Thu hải đường thân củ thường được trồng trong chậu. Mặc dù phần lớn các loài thu hải đường có nguồn gốc từ vùng nhiệt đới và cạn nhiệt đới nhưng một loài từ Trung Quốc là B. grandis chịu được giá rét tới vùng rét số 6 theo USDA và nói chung được coi là loài "thu hải đường chịu rét". Phần lớn các loài thu hải đường có thể trồng ngoài vườn quanh năm trong khu vực nhiệt đới và cận nhiệt đới, nhưng tại khu vực ôn đới thì chỉ có thể trồng chúng ngoài vườn như là cây một năm, hoặc trồng trong nhà cũng như trong nhà kính.
Phần lớn thu hải đường rất dễ nhân giống bằng cách phân chia hay cành giâm từ thân. Ngoài ra, nhiều loại có thể nhân giống từ cành giâm từ lá hoặc thậm chí các phần của lá, cụ thể là các loại thu hải đường trong nhóm thân rễ và rễ.
Giống thu hải đường có tên gọi là hoa Kim Chính Nhật là giống hoa biểu tượng của Cộng hòa dân chủ nhân dân Triều Tiên.